# Perro Andaluz
Perro Andaluz es un sello discográfico independiente de Uruguay  fundado en 1989.

## Historia
Fundado por el coleccionista de música Ángel Atienza, su nombre proviene de la película del director de cine español Luis Buñuel Un perro andaluz. El primer lanzamiento del sello fue un casete del grupo "Ensamble Acústico" y fue editado en diciembre de 1989. Luego del lanzamiento de ese fonograma se multiplicaron las solicitudes de ediciones por parte de músicos, muchos de los cuales no habían tenido éxito en grabar en otros sellos.
Hasta 1995 editó en casete una variada gama de estilos musicales, como jazz, música clásica, rock, blues, metal, pop, folklore y tango, entre otros. A partir de ese año los lanzamientos nuevos fueron exclusivamente en CD, a lo que se sumaron reediciones en ese formato de grabaciones editadas originalmente en casete.
Si bien el sello ha lanzado generalmente músicos poco difundidos, también han editado sus discos artistas consolidados como Hugo Fattoruso, Leo Masliah y Luis Di Matteo, entre otros.
En casi 35 años de actividad Perro Andaluz tiene en su haber más de 500 fonogramas editados.